# Mykola Khvyliovy
Œuvres principales
"Etudes Bleues"
'Les Bécasses
Moi (Romantica)
Mykola Khvyliovy (en ukrainien : Микола Хвильовий), de son vrai nom Mykola Grigorievitch Fitiliov (en ukrainien : Мико́ла Григо́рович Фітільо́в), né le 13 décembre 1893 à Trostianets et mort le 13 mai 1933 à Kharkiv, un poète et écrivain ukrainien, une des figures proues de la « Renaissance fusillée » ukrainienne (1920–1930).

## Biographie
Écrivain de talent, il se fit vite remarquer dans le monde littéraire de la République socialiste soviétique d'Ukraine des années 1920. Tout en adhérant aux idées communistes, il prônait l’indépendance culturelle ukrainienne face à la domination de la culture russe. Son article Ukraine ou Petite-Russie? lui cause des ennuis majeurs de la part du régime soviétique : Khvyliovy y défend le droit des auteurs de la langue ukrainienne de s'émanciper dans les tendances culturelles internationales plutôt que suivre aveuglement la littérature russe.
Il est fondateur de l'association littéraire Vaplite, active entre 1926 et 1928, qui compte parmi ses membres Hryhorii Epik, Mykola Koulich, Pavlo Tytchyna, Mykola Bajan, Petro Pantch (en), Mykhaïlo Ialovy (en), Maïk Johansen.
Intimidé à répétition et dénigré par le régime, décrié comme « nationaliste » et « ennemi », il se suicide par arme à feu à son domicile dans l'immeuble Slovo situé dans la rue des Écrivains rouges à Kharkiv le 13 mai 1933.

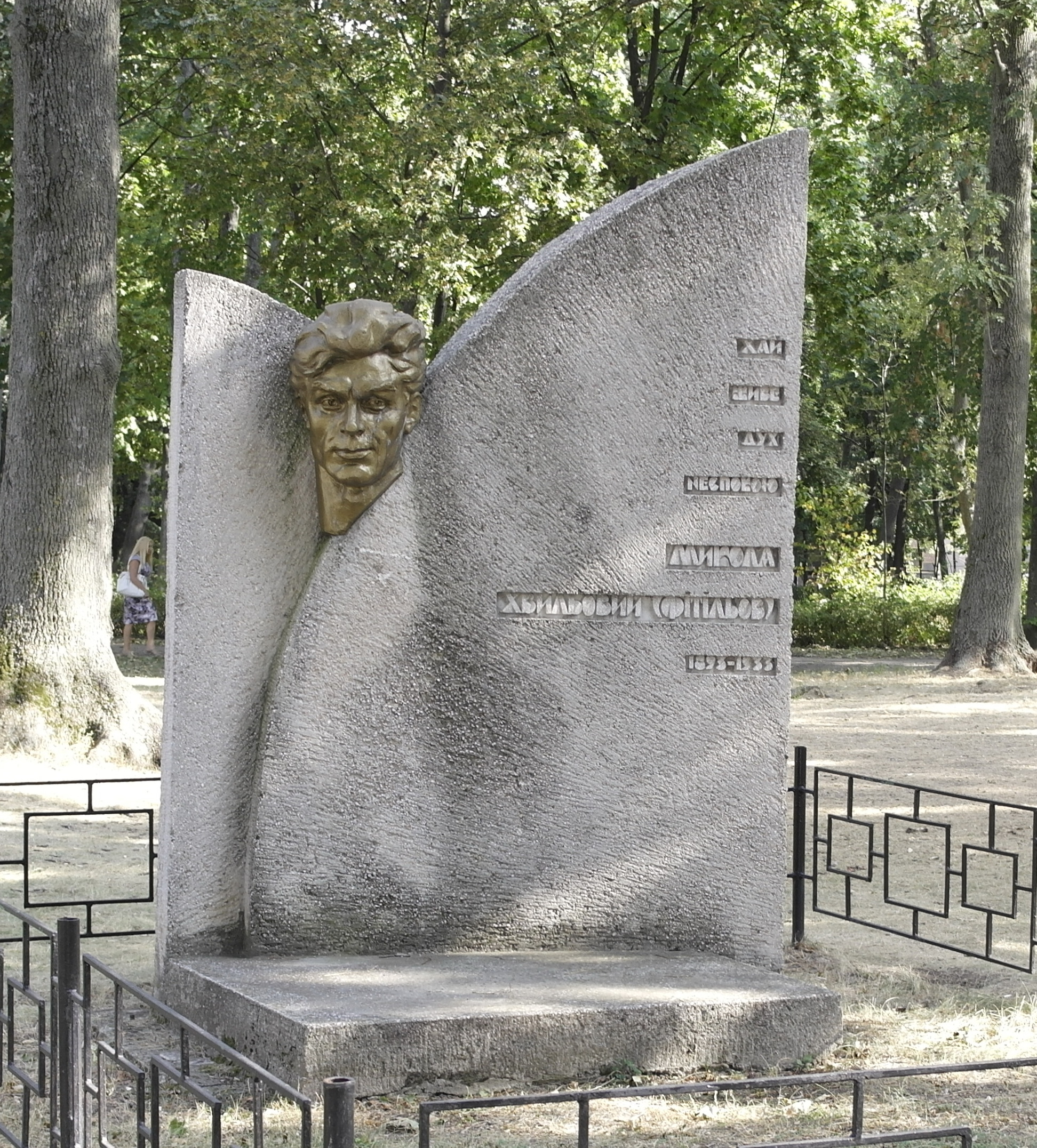
Cénotaphe de Mykola Khvylovy, classé.

Il est inhumé au premier cimetière de Kharkiv. En 1970, le cimetière est transformé en parc public appelé le Parc de la Jeunesse (parc Molodjini), les morts sont exhumés. Dans les années 1980, le monument de Mykola Khvyliovy est reconstruit sur le territoire du parc.